# Tân Thịnh, Chiêm Hóa
Tân Thịnh là một xã thuộc huyện Chiêm Hóa, tỉnh Tuyên Quang, Việt Nam.
Xã có diện tích 18,05 km², dân số năm 1999 là 3413 người, mật độ dân số đạt 189 người/km².